# Adelges pectinatae
Adelges pectinatae är en insektsart som först beskrevs av Cholodkovsky 1888.  I den svenska databasen Dyntaxa används istället namnet Aphrastasia pectinatae. Enligt Catalogue of Life ingår Adelges pectinatae i släktet Adelges och familjen barrlöss, men enligt Dyntaxa är tillhörigheten istället släktet Aphrastasia och familjen barrlöss. Arten är reproducerande i Sverige.

## Underarter
Arten delas in i följande underarter:
- A. p. ishiharai
- A. p. pectinatae